# Ахмат (казахський хан)
Ахмат-хан (каз. Ахмет хан) — казахський хан, який правив у Західному Казахстані та верхній течії Сирдар'ї під час 1-ї громадянської війни в Казахському ханстві.
У той же період у Казахському ханстві правили інші володарі: Буйдаш-хан і Тугум-хан.